# Xarxa de ferrocarril de Mallorca
La xarxa de ferrocarril de Mallorca consta de tres línies electrificades separades, les quals van vers el nord i l'est de Ciutat de Palma, la capital de l'illa de Mallorca.

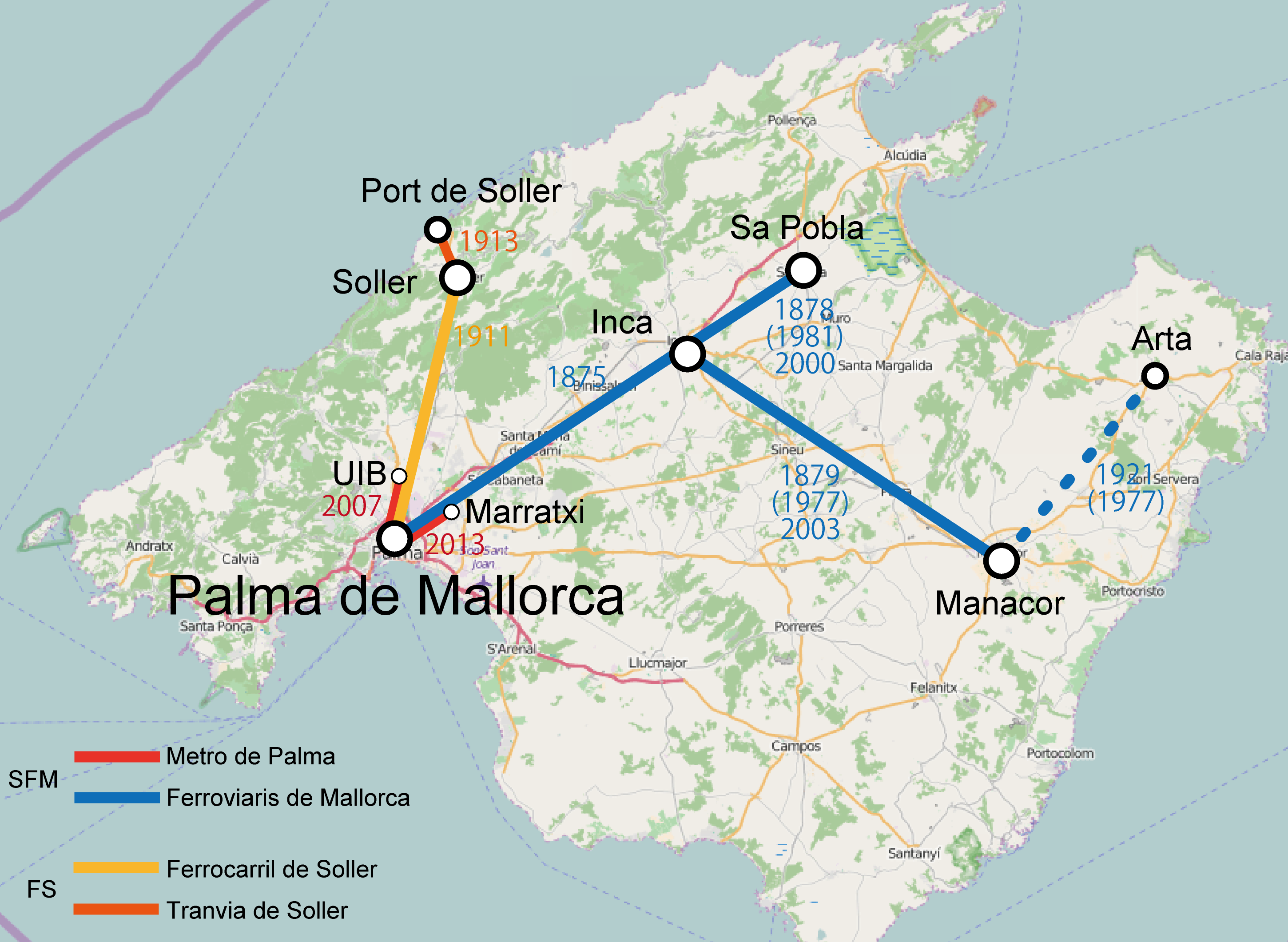
Mallorca ferrocarril

Tant la línia principal com la de metro tenen l'origen i el final a l'estació intermodal a la plaça d'Espanya, estació que es va obrir l'any 2007. Aquesta gran estació terminus subterrània també dona servei a les línies d'autobús de la xarxa interurbana.

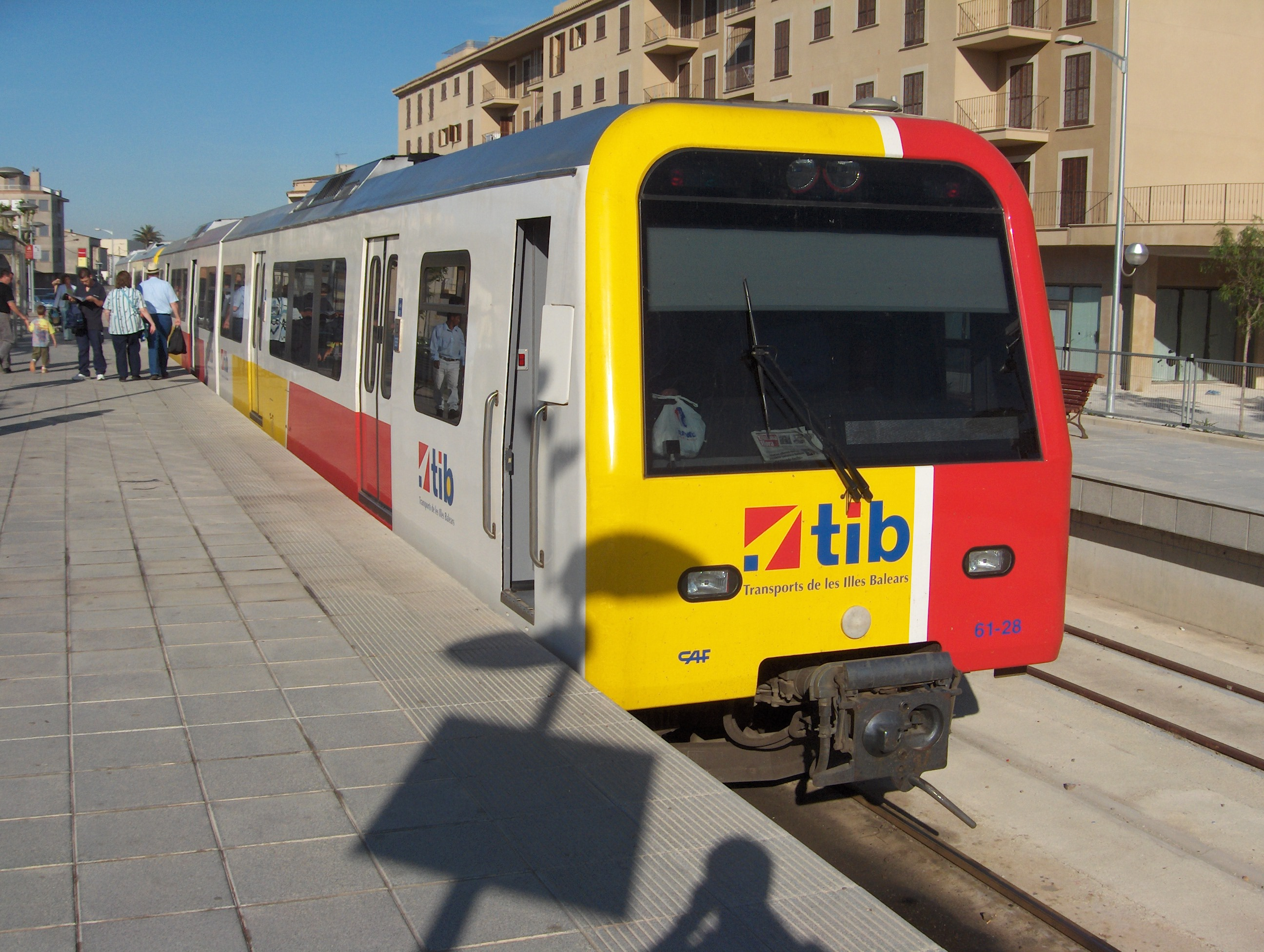
El ferrocarril a Manacor

El servei del ferrocarril turístic de Sóller s'inicia/finalitza a l'estació de nivell en superfície adjacent al carrer Eusebi Estada.
Totes les línies a l'illa eren originalment de via estreta amb un d'ample de via de 3 peus (914 mm), però, excepte les línies explotades per Ferrocarril de Sóller S.A., les altres línies han estat convertides a l'ample de via de 1 metre (1,000 mm.)

## Línies
El servei en ambdós metro i línies principals és operat per Transport de les Illes Balears.

### El Metro

Mapa del metro de Palma (2014

El Metro inicia el seu recorregut a les andanes 1-4 de l'estació Palma Intermodal, amb connexió als serveis de la línia principal. La connexió entre les dues xarxes també permet l'accés per treballs tècnics.
El Metro va ser construït entre 2005 i 2007 amb un cost de 312 milions d'euro. La línia M1 arriba fins l'estació de la Universitat de les Illes Balears, amb servei des de Palma amb set parades intermèdies als barris del nord. La línia M2 discorre per l'est de amb set estacions intermèdies abans d'arribar a l'estació suburbana final de Marratxí.
En ambdues rutes els trens operen diàriament de les 06 h 30 a les 22 h 00, amb una freqüència de 15 minuts durant el dia i de cada 30 minuts a primera hora del matí i al vespre, així com cada diumenge.

### Línia principal
El servei a Manacor i Sa Pobla via Marratxí i Inca té l'inici a les andanes 5-10 a l'estació Palma Intermodal. Aquest servei s'estén al dessota dels jardins del Parc de les Estacions, el qual ocupa l'espai on anteriorment hi havien les línies anteriorment de superfície. Els jardins contenen diversos edificis anteriorment del ferrocarril, i els edificis originals de l'estació també són a la Plaça d'Espanya.
Avui la línia principal discorre sota terra fins just després de l'estació de Son Costa/Son Fortesa. Aquesta línia té un recorregut prou apartat i separat en tota la seva longitud, a part d'alguns passos a nivell molt en àrees rurals remotes. La secció d'El Caülls (Parc del Festival) a Inca ofereix unes vistes excel·lents de la Serra de Tramuntana al nord.

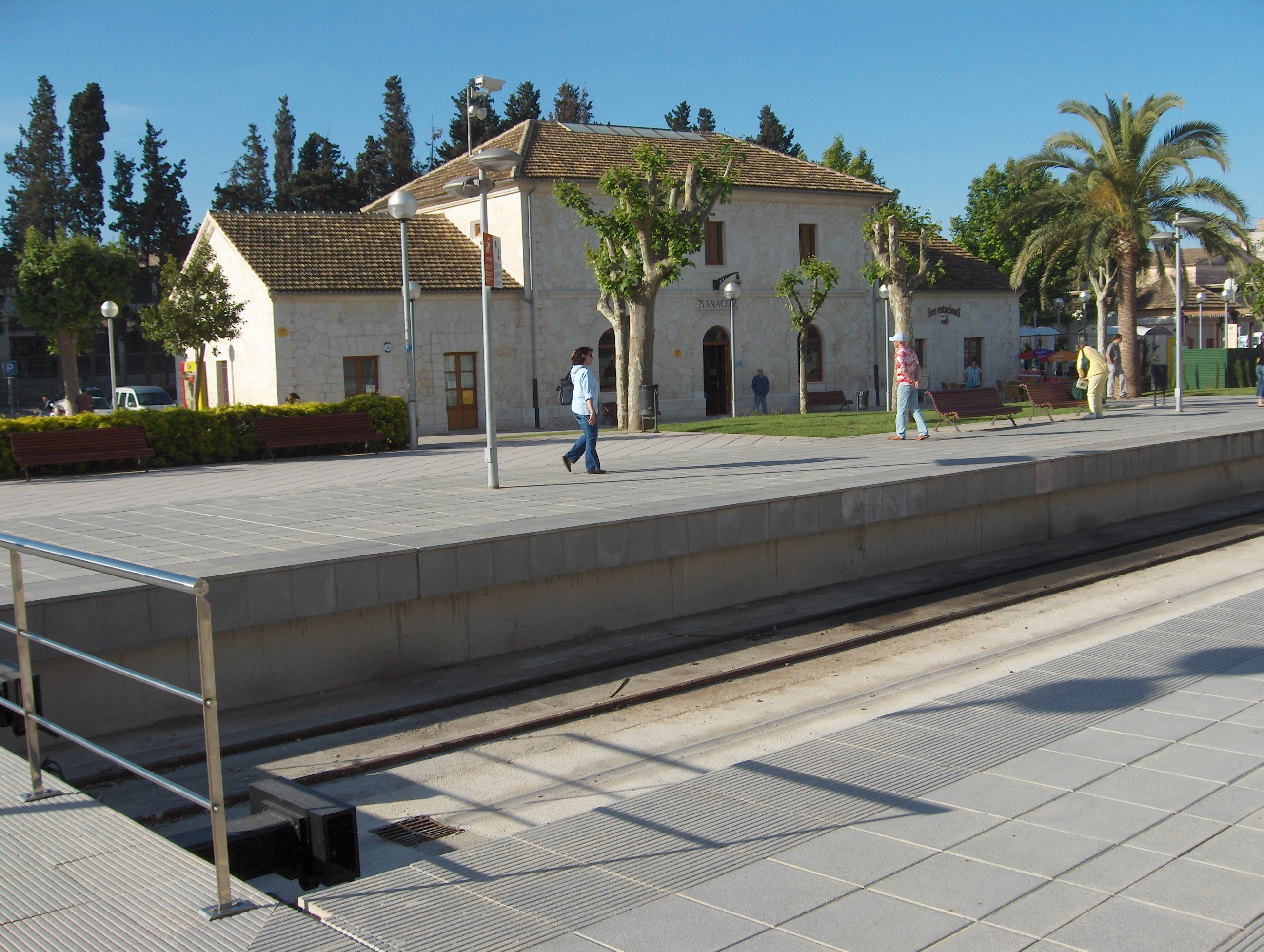
Andanes a l'estació de Manacor

La línia és doble via des de la capital a Inca, d'on segueix una línia única. Per ajudar a augmentar la seva capacitat de servei, la línia està sent doblada al llarg d'una secció de 5 km a partir d'Inca fins a la parada a Enllaç, on els ramals a Manacor i Sa Pobla se separen. La línia a Manacor té llocs per sobrepassar a Sineu i Petra i tot el ramal, més curt, a Sa Pobla és d'una sola via.
Entre les 05 h 45 i les 23 h 20 hi ha dos trens cada hora en cada direcció alternativament, mentre que un tercer servei opera només fins a Inca. De dilluns a dissabte a les 20 h 13, els trens de Manacor operen sense parar fins a Marratxí. Els diumenges i en l'època de vacances només operen dos trens cada hora en cada direcció, parant en totes les estacions fins a Manacor o Sa Pobla.

### Ferrocarril de Sóller
Ferrocarril de Sóller S.A. és una empresa privada, la qual ha operat un servei de tren diari d'ençà 1912 en els 27,3 kilòmetres entre Palma i Sóller. Des de 1913 també ha estat en servei el Tramvia de Sóller en els 4,9 km des de Sóller al Port de Sóller. L'ample de via per ambdós serveis és de 914mm (3 peus).